# فرید علیدو
فرید علیدو (انگلیسی: Faride Alidou؛ زادهٔ ۱۸ ژوئیهٔ ۲۰۰۱) بازیکن فوتبال است.
وی همچنین در تیم‌های ملی فوتبال زیر ۲۰ سال آلمان و زیر ۲۱ سال آلمان بازی کرده‌است.